# Uznews.net
Uznews.netは独立系のウズベキスタンのニュースサイトである。2010年まで、ウズベキスタン政府に数年間に渡りブロックを受けていた。
Uznews.netの編集長はガリマ・ブハルバエヴァであり、彼女は2005年に起きたアンディジャン事件の目撃者証言を取るために取材を行ったジャーナリストとして知られている。彼女はその後ジャーナリスト保護委員会のCPJ国際報道自由賞を受賞した。
Uznews.netの取材を行なっているサリジャン・アブドゥラフマノフは2008年6月7日に交通違反取締りの際、114gのマリファナと5gの麻薬がトランクから見つかったという容疑をかけられ逮捕された。アブドゥラフマノフは警察の交通取り締まりの不正疑惑に関して直前に発表していたUznews.netの記事に対する報復として警察が置いたものであると主張した。彼は2008年10月に有罪判決を受け、懲役10年の刑を言い渡された。この判決はアムネスティ・インターナショナル (アブドゥラフマノフを良心の囚人と表現した) やヒューマン・ライツ・ウォッチ、ジャーナリスト保護委員会、国際人権連盟、欧州安全保障協力機構を含む数多くの国際人権団体から非難を受けた。